# Simpa JDM

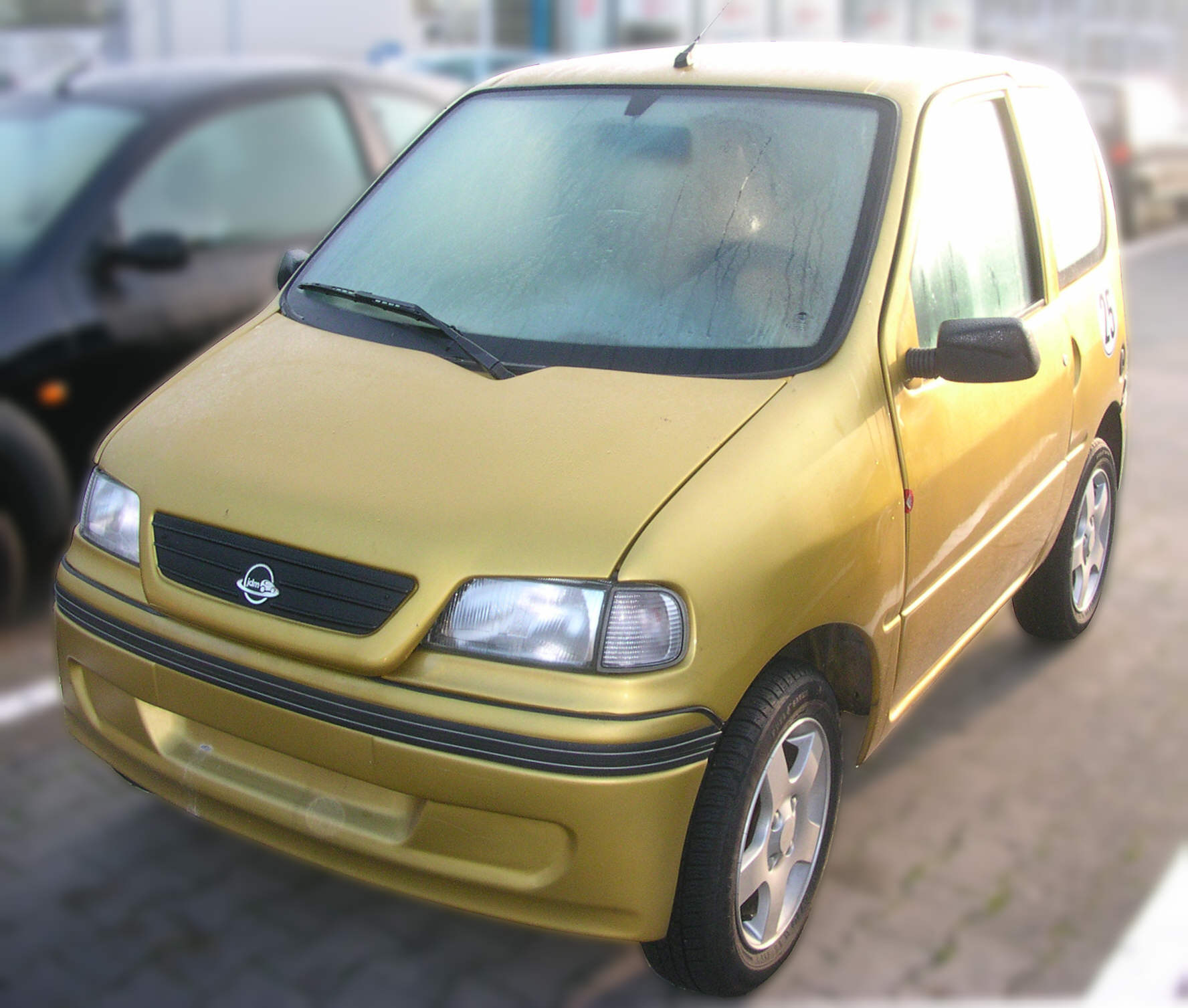
JDM Titane GLX

Simpa JDM S.A. – francuska firma motoryzacyjna produkująca mikrosamochody. Siedzibą przedsiębiorstwa jest Avrillé.
Firma powstała w 1955 roku pod nazwą FOREST. Zajmowała się produkcją wyrobów z tworzyw sztucznych (poliestrów). W 1975 roku przedsiębiorstwo weszło do branży motoryzacyjnej, zmieniło nazwę na Société SIMPA (Société Industrielle de Matičres Plastiques Armées) i stało się podwykonawcą elementów plastikowych do samochodów marek Alpine i Matra.
W 1981 roku wyprodukowała swój pierwszy samochód JDM 49 SL.

## Modele
Osobowe
- JDM Abaca
- JDM Abaca Mountain
- JDM Aloes
- JDM Roxys
- JDM Xheos

Dostawcze
- JDM MaxUt